# ヨンヘ
ヨンヘ（本名・権 英恵、朝鮮語: 권영혜、クォン・ヨンヘ、3月11日 - ）は、福岡県出身の韓国人であり(国籍は韓国)、韓国ソウルを中心に活動するYouTuberである。
2018年までは九州（主に佐賀県）を中心に活動していたローカルタレント、ファッションモデルであった。

## 人物
九州地方を中心にファッションモデルの活動に取り組む。その傍らタレントとしてサガテレビ・テレビ西日本を中心に出演。現在は、スカパー!・Jリーグメディアプロモーションが福岡放送（2010年まではサガテレビ・stsプロモーション）に製作を委託するJリーグ中継・サガン鳥栖主催試合のオフィシャルレポーターを務める。その縁でサガン鳥栖監督の尹晶煥からはスタジアムで声を掛けられるほど顔なじみの仲となっている。
2013年からはスカパー!・FOX bs238の番組「FOX SPORTS ジャパン・BASEBALL CENTER」の福岡ソフトバンクホークス戦中継のベンチレポーター（主にアウェイチーム側）としても出演している。
2013年から担当していた2018年10月6日のホークス戦でリポーターを降板(卒業)したが、2018年クライマックスシリーズ・パ ファーストステージではベンチレポーターを担当した。
2019年に結婚し、日本での仕事を辞めて韓国に移住した。
2023年時点では、韓国ソウルを中心にYouTuberとして活動している。